# Antonio Sánchez Palma
Antonio Sánchez Palma (Cantillana, 29 maart 1870 - 23 maart 1925) was een Spaans kunstschilder.

## Levensloop
In 1884 verhuisde hij weg uit Cantillana, een kleine gemeente boven Sevilla, stroomopwaarts van de Quadalquivir. Hij kwam naar Sevilla om er te studeren aan de lokale academie, de Escuela de Bellas Artes.
In 1902 verhuisde hij naar Madrid waar hij in opdracht van een edelman schilderijen uit het Prado kopieerde.
Maar hij schilderde ook eigen werken.
In 1910 verhuisde hij terug naar zijn geboorteplaats en wijdde zich voortaan vooral aan het schilderen van landschappen waarvoor de oevers van de Guadalquivir en de watermolens in de regio de meeste inspiratie boden. Realistisch, aanvankelijk zeer gedetailleerd schilderend, evolueerde hij naar een meer pasteuze schildertechniek. Hij was ook fotograaf.